# Містифікатор
«Містифікатор» — радянський художній фільм 1990 року, знятий режисером Яном Шайном.

## Сюжет
Перша і єдина стрічка, знята режисером у СРСР (сам Ян Михайлов поїхав разом із фільмом до Ізраїлю). Об'єднує три новели про кохання, зло і жагу до влади.

## У ролях
- Андрій Толубєєв — Диктатор
- Оксана Каліберда — єврейська дівчина
- Тетяна Куїнджі — роль другого плану
- Валерій Смецький — роль другого плану
- Алла Сігалова — роль другого плану
- Микола Добринін — роль другого плану
- Мамука Кікалейшвілі — роль другого плану
- Олеся Малахова — роль другого плану
- Наталія Батрак — роль другого плану
- Сергій Присєлков — епізод
- Віктор Кіпаренков — епізод
- Ігор Батищев — епізод
- Валентин Маслов — епізод
- Ірина Маслова — епізод
- Ігор Головін — епізод
- Є. Бойченко — епізод
- Катерина Голанд — епізод
- Надія Маркіна — епізод
- Олександр Левіт — епізод
- Ірина Шеламова — епізод
- Олександра Бражникова — епізод
- Юлія Ауг — фрейліна
- Евеліна Бльоданс — епізод
- Олександр Мар'ясін — скрипаль

## Знімальна група
- Режисер — Ян Шайн
- Сценарист — Ян Шайн
- Оператор — Сергій Лилов
- Композитори — Віктор Голубець, Георгій Черкасов
- Художник — Василь Звєрєв